# Clube de cavalheiros

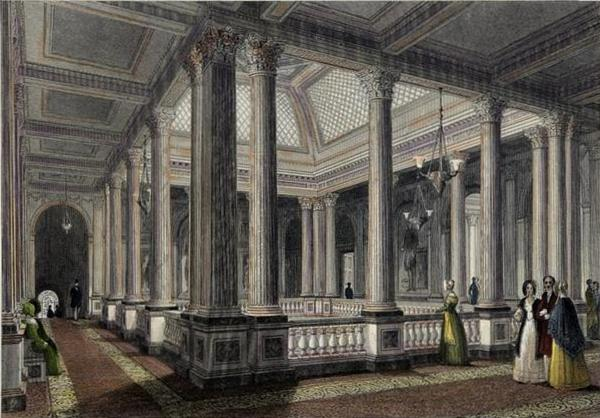
Reform Club, um clube proeminente em Londres desde o início do século XIX

Um clube de cavalheiros é um clube social privado, do tipo originalmente criado por homens das classes altas da Grã-Bretanha no século XVIII e seguintes. Muitos países fora da Grã-Bretanha têm clubes de cavalheiros importantes, principalmente aqueles associados ao Império Britânico: em particular, Austrália, Índia, Irlanda, Paquistão e Bangladesh. Também há muitos clubes nas principais cidadesdos Estados Unidos, especialmente nas mais antigas. Um clube de cavalheiros normalmente contém uma sala de jantar formal, um bar, uma biblioteca, uma sala de bilhar e uma ou mais salas para leitura, jogos ou socialização. Muitos clubes também contam com quartos para hóspedes e instalações de ginástica. Alguns estão associados principalmente a esportes, e outros realizam regularmente outros eventos, como jantares formais. No final do século XIX, qualquer homem com uma pretensão credível ao estatuto de "cavalheiro" conseguia eventualmente encontrar um clube disposto a aceitá-lo, a menos que o seu carácer fosse questionável de alguma forma ou que fosse "indiferente" (uma palavra usada pela primeira vez por F. Burney).
Entretenimentos públicos, como apresentações musicais e coisas do tipo, não eram uma característica desse tipo de clube. Os clubes eram, na verdade, "segundas casas" no centro de Londres, onde os homens podiam relaxar, conviver com os amigos, jogar jogos de salão, fazer uma refeições e, em alguns clubes, passar a noite. Expatriados, quando ficavam na Inglaterra, podiam usar seus clubes, como o East India Club ou o Oriental Club, como base. Eles permitiam que homens de classe alta e média alta com rendas modestas passassem seu tempo em ambientes grandiosos. Os clubes mais ricos eram construídos pelos mesmos arquitetos das melhores casas de campo da época e tinham tipos semelhantes de interiores. Eles eram um refúgio conveniente para os homens que desejavam fugir das relações femininas, "de acordo com a ideologia das esferas separadas, segundo a qual o homem lidava com o mundo público, enquanto o domínio das mulheres era o lar".
Os clubes de cavalheiros eram lugares privados projetados para permitir que os homens relaxassem e criassem amizades com outros homens. Nos séculos XIX e XX, eram considerados uma parte central da vida dos homens de elite. Eles forneceram tudo o que uma casa normal teria. Os clubes foram criados e projetados para as necessidades domésticas dos homens. Eram lugares para aliviar o estresse e as preocupações, que supriam necessidades emocionais e práticas, além de fornecerem espaços como refeitórios, uma biblioteca, salas de jogos e entretenimento, quartos, banheiros e lavabos, além de um escritório. Em muitos aspectos, elas se assemelhavam a um lar. Os clubes tinham entradas separadas para comerciantes e empregados domésticos, que geralmente ficavam na lateral do prédio que não era facilmente vista pelo público. Muitos clubes tinham listas de espera, algumas de até dezesseis anos. Não há uma definição padrão para o que é considerado um clube de cavalheiros. Cada clube diferia ligeiramente dos outros.
No século XIX, a família era considerada um dos aspectos mais importantes da vida de um homem. A casa de um homem era sua propriedade e deveria ser um lugar para satisfazer a maioria de suas necessidades, mas para os homens da elite, nem sempre era esse o caso; nem sempre era um lugar que proporcionasse privacidade e conforto: talvez porque as casas das famílias da elite frequentemente recebiam convidados para jantares, chás formais, entretenimento e festas. Suas vidas eram expostas e muitas vezes eram noticiadas em jornais locais. Um clube de cavalheiros oferecia uma fuga desse mundo familiar. Outra explicação seria que os homens foram criados quando meninos em ambientes exclusivamente masculinos, como escolas e passatempos esportivos, e ficavam desconfortáveis quando tinham que compartilhar suas vidas com mulheres em um ambiente familiar. Um clube de cavalheiros oferecia uma fuga.
Os clubes masculinos também eram um lugar para fofocas, visto que eram projetados para comunicação e compartilhamento de informações. Por meio da fofoca, eram criados vínculos que serviam para confirmar limites sociais e de gênero, o que ajudava a confirmar a identidade de um homem, tanto em sua comunidade quanto na sociedade em geral. A fofoca era frequentemente usada como uma ferramenta para subir na escala social e reveleva que um homem tinha certas informações que outros não tinham. Também era uma ferramenta usada para demonstrar a masculinidade de um homem e estabelecia certos papéis de gênero. Os homens contavam histórias e brincavam. Os momentos e lugares em que um homem contava histórias, fofocava e compartilhava informações também eram considerados como uma demonstração da consciência de comportamento e discrição de um homem. Os clubes eram lugares onde os homens podiam fofocar livremente, mas haviam regras que regulavam a privacidade e o sigilo dos membros. Os clubes regulamentaram esta forma de comunicação para que fosse feita de uma forma mais aceitável.